# معهد الكوميتاس الحكومي في يريفان
معهد الكوميتاس الحكومي في يريفان (بالأرمنية: Կոմիտասի անվան Երևանի Պետական Երաժշտական Կոնսերվատորիա)‏ هي كلية حكومية موسيقية تقع في يريفان ، أرمينيا، تم تأسيس المعهد في عام 1921 ليكون استوديوًا موسيقيًا، في عام 1923 تم تحويلها إلى مؤسسة للتعليم الموسيقي العالي. سميت على اسم مؤسس المدرسة الوطنية الأرمنية للموسيقى، كوميتاس 